# Волшебная молодость
«Волшебная молодость» (исп. Magica juventud) — мексиканский 110-серийный приключенческий телесериал 1992 года производства телекомпании Televisa.

## Сюжет
Мигель — молодой мужчина, который работает в зоопарке, но он скрыл от общества старую тайну. Несколько лет тому назад он входил в преступную группировку, которая была ликвидирована. Мигеля, как одного из членов банды был задержан и отправлен в тюрьму, но не доказав прямого участия в преступлениях он был выпущен, но стал агрессивным и возмущённым против всего общества из-за отказе в реабилитации. Однажды он посетил ресторан «La Hamburguesa Mágica», очень популярное место среди молодёжи, которых обслуживает пожилая женщина Пепита, там он встретил молодую девушку Фернанду и влюбился в неё. Мигель чувствует, что нашёл настоящую любовь, но вскоре он вспомнил свои прежние годы и игнорировал её, но затем вновь встретился с ней и полюбил её снова.

## Создатели телесериала

### В ролях
- Кейт дель Кастильо — Фернанда Гутьеррес Мерседес
- Эктор Соберон — Мигель Эрнандес Сармиенто
- Марисоль Сантакрус — Патрисия Гримальди Ретана
- Кармен Монтехо — Леонор Хименес вдова де Ретана /Пепита
- Серхио Сендель — Леонардо Гримальди Ретана
- Амайрани Гутьеррес — Консуэло Гутьеррес
- Карен Сентиес — Лаура Алонсо Серрано
- Карлос Камара — Эсекьель Моралес Лопес
- Раймундо Капетильо — Эрнесто Гримальди Орнелас
- Хильберто Роман — Гонсало Сапата
- Мария Монтехо — Кармен Мерседес де Гутьеррес
- Роберто Сен — Эусебио Гутьеррес Мальдонадо
- Мануэль Саваль — Хавьер Куартас Толедо
- Ильда Агирре — Клара Агирре Фернандес
- Тина Ромеро — Сильвия Агирре Фернандес
- Суссан Таунтон — Клаудия Рольдан Мартинес
- Рамон Абаскаль — Херардо Нуньес Гарсия
- Габриэла Платас — Бренда дель Конде Сьерра
- Хорхе Салинас — Эктор Руэда Монтойя
- Рауль Альберто — Алехандро Сапата Мартин
- Клаудия Сильва — Мерлина Сан Мигель Синистерра
- Маурисио Ислас — Альфредо Камачо Талавера
- Адриана Лават — Рита
- Антонио Мигель — Дон Кастуло
- Ракель Морель — Элеонор Ретана Хименес
- Хосе Анхель Гарсия — Виктор
- Радамес де Хесус — Карлос
- Алехандра Моралес — Иоланда
- Оскар Вальехо — Чучо
- Магали — Одетте
- Хуан Карлос Касасола
- Рауль Маганья — Мигель
- Роберто Руй — Росалио
- Педро Ромо — Педро
- Пабло Феррель — Пабло
- Пако Ибаньес — Пако
- Карлос Мигель — Рикардо
- Хосе Антонио Итурриага — Сесар
- Вильма Трака
- Карла Ганем
- Роберто Тельо
- Мишель Вьет — Даниэла

#### В титрах не указаны
- Ванесса Вильела — Алисия Таламонти Куадрадо
- Родриго Абед
- Феликс Кордова

### Административная группа
- оригинальный текст и продюсер: Эмилио Ларроса
- либретто: Вероника Суарес, Алехандро Похленс
- литературный редактор: Консуэло Касильяс
- музыкальная тема заставки: Mágica juventud
- автор текста песни, музыки и вокал, а также главный композитор: Лорена Тассиани
- музыкальный аранжировщик: Луиджи Ласарено
- художник-постановщик: Хосе Контрерас
- художники по костюмам: Мария дель Кармен Майноу, Ллиана Пенсадо
- художник по декорациям: Ортенсия Ибарра
- музыкализатор: Мигель Анхель Суарес
- редакторы: Хуан Хосе Франко, Виктор Уго Флорес
- координатор места проведения съёмок: Надия Ромо
- координатор актёрской группы: Рамон Ларроса
- координаторы производства: Альберто Сервантес, Виктор Велес
- менеджер по производству: Артуро Педраса Лоэра
- начальники производства: Клаудия Коломбон, Лурдес Сальгадо
- мастер диалоговых речей актёров: Луиса Уэртас
- операторы-постановщики: Альбино Корралес, Антонио Асеведо
- ассистент режиссёра-постановщика: Хосе Анхель Гарсия
- режиссёры-постановщики: Антонио Серрано, Альфредо Гуррола